# Heinrich Tessenow-medaille
De Heinrich Tessenow-medaille (Duits: Heinrich-Tessenow-Medaille) is een Duitse architectuurprijs, die sinds 1963 jaarlijks wordt uitgereikt als aandenken aan de Duitse architect en architectuurtheoreticus Heinrich Tessenow (1876-1950).

## Organisatie
Tot 1994 vond de uitreiking plaats tijdens een zitting op de Leibniz-Universiteit Hannover. Daarna wisselde de plaats van uitreiking (Dresden, Hamburg, Bazel). Tot 2006 vond de uitreiking plaats door de Alfred Toepferstichting in Hamburg. Vanaf 2007 doet dat de Heinrich Tessenow-stichting. In sommige jaren heeft geen uitreiking plaatsgevonden.

## Prijswinnaars
- 1963:  AUT Franz Schuster, Wenen
- 1964:  DEN Kay Fisker, Kopenhagen
- 1965:  GER Otto Dellemann, Hannover
- 1966:  GER Heinrich Rettig, Dresden
- 1967:  GER Mia Seeger, Stuttgart-Gerlingen
- 1968:  GER Wilhelm Wagenfeld, Stuttgart
- 1969:  GER Wilhelm Tiedje, Stuttgart
- 1970:  GER Wilhelm Hübotter, Hannover
- 1971:  GER Werner Wirsing, München
- 1972:  GER Hans Döllgast, München
- 1973:  DEN Steen Eiler Rasmussen, Kopenhagen
- 1974:  GER Heinrich Bartmann, Baden-Baden
- 1975:  GER Otto Kindt, Hamburg
- 1976:  GER Arnold Braune, Oldenburg
- 1977:  GER Godber Nissen, Hamburg
- 1978:  GER Gerhard Müller-Menckens, Bremen
- 1979:  GER Hellmut Weber, Stuttgart
- 1980:  GER Helmut Hentrich, Düsseldorf
- 1981:  DEN Povl Abrahamsen, Dragör
- 1982:  GER Friedrich Seegy, Nürnberg
- 1983:  NED  HUN Kornél Polgár, Waddinxveen
- 1984:  GER Joachim Schürmann, Keulen
- 1985:  GER Theo Steinhauser, München
- 1986:  DEN Viggo Möller-Jensen, Kopenhagen, &  GER Karljosef Schattner, Eichstätt
- 1987:  GER Horst von Bassewitz, Hamburg
- 1988:  AUT Johannes Spalt, Wenen
- 1989:  CHE Peter Zumthor, Haldenstein
- 1990:  GER Erich Kulke, Bussau im Wendland, &  GER Wilhelm Landzettel, Gehrden
- 1991:  GER Theodor Hugues, München
- 1992:  ITA Giorgio Grassi, Milaan
- 1993:  ITA Massimo Carmassi, Pisa
- 1994:  GER Kurt Ackermann, München
- 1996:  GER Peter Kulka, Dresden / Keulen
- 1997:  NOR Sverre Fehn, Oslo
- 1998:  ESP Juan Navarro Baldeweg, Madrid
- 1999:  GBR David Chipperfield, Londen
- 2000:  AUT Heinz Tesar, Wenen
- 2001:  POR Eduardo Souto de Moura, Porto
- 2002:  CHE Peter Märkli, Zürich
- 2003:  FIN Mikko Heikkinen &  FIN Markku Komonen, Helsinki
- 2004:  FRA Gilles Perraudin, Lyon
- 2005:  CHE  CZE Miroslav Šik, Zürich / Praag
- 2006:  GBR Sergison Bates, Londen
- 2009:  USA Richard Sennett, New York
- 2011:  CHE Roger Diener, Bazel
- 2013:  ESP Alberto Campo Baeza, Madrid
- 2014:  GER Winfried Brenne, Berlijn
- 2016:  FRA Anne Lacaton & Jean-Philippe Vassal, Parijs
- 2017:  CHE Vittorio Magnago Lampugnani, Zürich
- 2018:  CHE Miller & Maranta, Bazel
- 2019:  FRA Patrick Bouchain [fr], Parijs
- 2020:  IRL Shelley McNamara &  IRL Yvonne Farrell, Dublin
- 2023:  GBR Stephanie Macdonald &  GBR Tom Emerson, Londen